# Zimmy Nwogbo
Christian Chukwuzimuzo "Zimmy" Nwogbo (Atlanta, Georgia, 25 de agosto de 1991) es un baloncestista con doble nacionalidad estadounidense y nigeriana que pertenece a la plantilla del Alliance Sport Alsace de la Pro B, el segundo nivel del baloncesto francés. Con 2,01 metros de estatura, juega en la posición de alero. Es hermano del también baloncestista Lotanna Nwogbo.

## Trayectoria deportiva

### Universidad
Jugó dos temporadas con los Buccaneers de la Universidad del Sur de Charleston, en las que promedió 2,7 puntos y 2,5 rebotes por partido.
En 2011 fue transferido a la Universidad Cedarville de la División II de la NCAA, donde jugó dos temporadas más, en las que promedió 15,4 puntos y 7,8 rebotes por partido.  En su última temporada fue elegido Jugador del Año de la Great Midwest Athletic Conference.

### Profesional
Tras no ser elegido en el Draft de la NBA de 2013, firmó contrato por el equipo español del CB Clavijo de la LEB Oro, donde disputó dos temporadas, promediando en la primera de ellas 10,3 puntos y 4,5 rebotes y en la segunda 8,8 puntos y 4,2 rebotes por partido.
En julio de 2015 fichó por el TAU Castelló, también de la LEB Oro, donde en su única temporada en el equipo promedió 9,1 puntos y 4,3 rebotes por encuentro.
En agosto de 2016 se incorporó al equipo del Club Atlético Platense del Torneo Nacional de Ascenso argentino. Disputó diez partidos hasta enero de 2017, en los que promedió 18,5 puntos y 6,7 rebotes.
En julio de 2017 fichó por el Brissac Aubance Basket de la NM1, la tercera división francesa. Disputó una temporada en la que promedió 16,4 puntos y 5,5 rebotes por partido. Sin salir del país galo, pero subiendo de categoría, en julio de 2018 firmó con el Rouen Métrople Basket de la Pro B.
En agosto de 2021, firma por el Lille Métropole Basket Clubs de la Pro B francesa.